# Leucocroton saxicola
Leucocroton saxicola là một loài thực vật có hoa trong họ Đại kích. Loài này được Britton mô tả khoa học đầu tiên năm 1917.